# ペピート

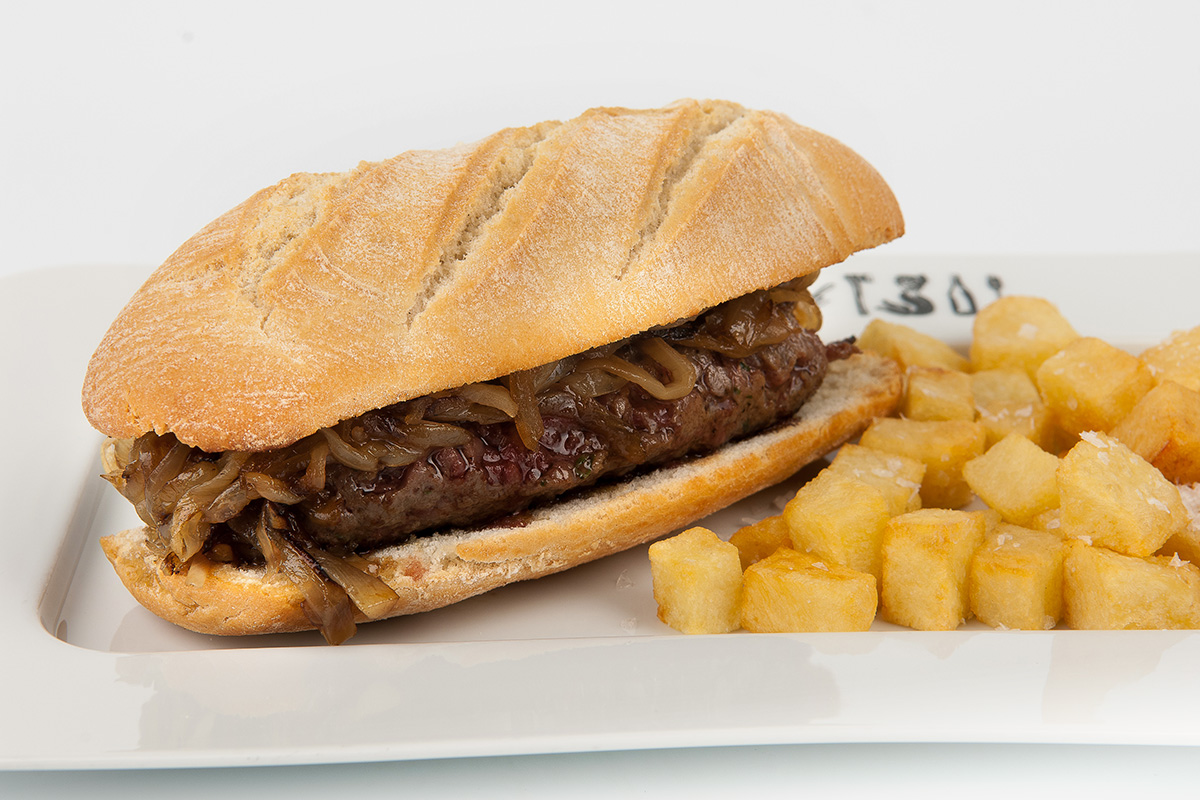
オニオンのソテーと牛肉のペピート、ポテト添え

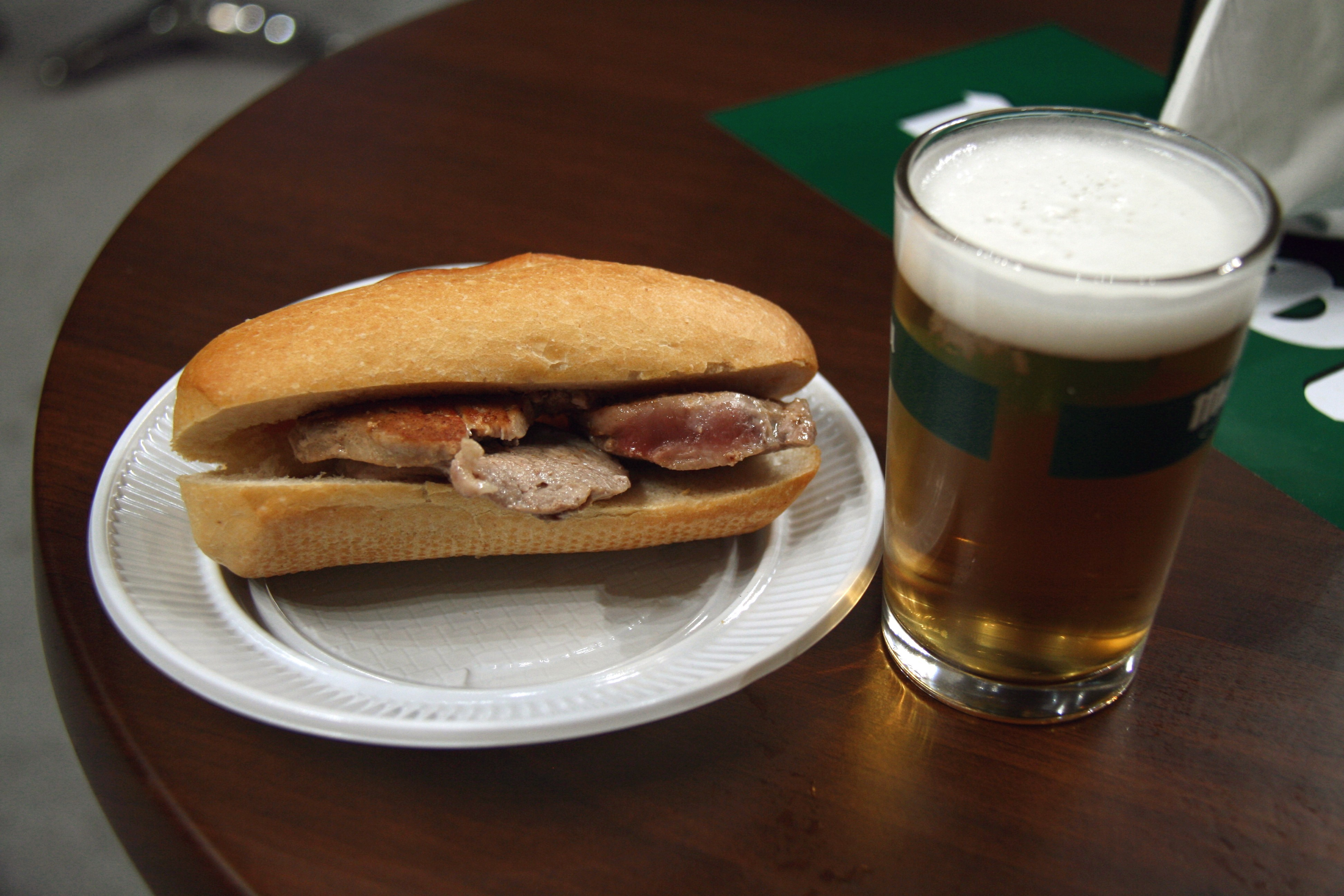
スペインの鶏肉のペピートとビール

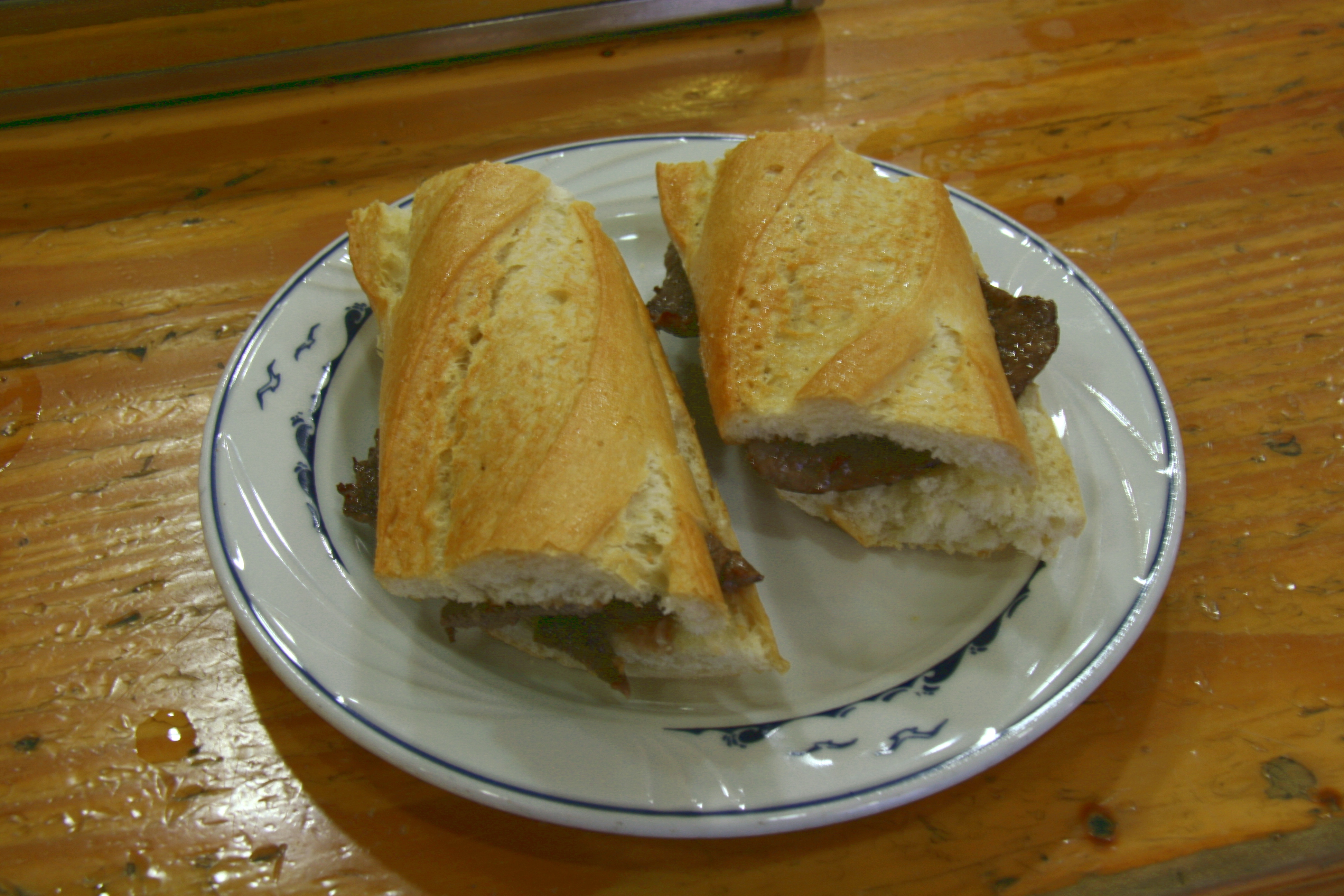
シンプルな牛肉のペピート

ペピート(Pepito)は、牛肉、豚肉や鶏肉から作るサンドイッチで、スペインに起源を持ち、ラテンアメリカでも良く食べられている。ベネズエラでは一般的なストリートフードで、アメリカ合衆国のレストランでも食べられる。牛肉のものは様々な部位が使われ、多くの材料が追加される。

## 作り方
主材料として、グリルしたテンダーロインやフランクステーキ、リブアイステーキ、ストリップステーキ、またフリホレス、黒いんげん豆、うずら豆、パンとしてはソフトロールやバンズ、バゲット等を用いる。鶏肉が用いられることもある。
他に、卵、チーズ、レタス、トマト、アボカド、ワカモレ、グアササカ（アボカドのレリッシュ）、ニンニク、コリアンダー、オリーブ、ハラペーニョ、タマネギ、マヨネーズ、バター、オリーブオイル、ライム果汁、ウスターソース、ホットソース、マスタード、クミン、食塩、コショウ等を追加で用いることがある。
トッピングや飾りをかなりの量加えるものや、基本の材料と若干の追加材料のみのシンプルなものもある。

## ラテンアメリカ
ペピートは、ベネズエラでは一般的なストリートフードで、ララ州の州都であるバルキシメトが起源である。ベネズエラで最も人気のあるストリートフードの一つであり、メキシコシティのいくつかのレストランやデパートでも提供される。露天商では、しばしば様々なソースをかけて提供する。ベネズエラでは、材料やトッピングを指定して注文するのが一般的である。

## スペイン
キッチンを備えるバーでは、注文を受けるごとにpepito de ternera（牛肉のサンドイッチ）を調理して提供することが多い。この名前は、他のサンドイッチにも用いられる。燻製したポークテンダーロインを用いたものは、montado de lomoとも呼ばれる。プレスハム、チーズ、ベーコン、フライドポテト、トウガラシを用いたものも一般的である。料理史研究家で料理人のTeodoro Bardají Masは、週刊誌Ellasの中で、ペピートの発祥について次のように書いている。
マドリードのCafé de Fornosでは、ホセ・フォルノスと名付けられた創設者の息子の一人が「ペピート」というニックネームで呼ばれていた。ある日、彼はランチョンミートの代わりにホットサンドイッチを注文した。彼には牛肉のサンドイッチが提供され、他の客が「ペピートと同じものを」と注文し、この名前で呼ばれるようになった。
また、スペインでは、クリームやチョコレートを詰めた細長いバンズのこともペピートと呼ばれている。

## アメリカ合衆国
マイアミ、シカゴ、イリノイ州、カリフォルニア州、アトランタやその他のアメリカ合衆国の都市のいくつかのレストランで、ペピートが提供されている。